# Johnny Aubert (Pianist)

Johnny Aubert

Johnny Aubert (* 11. November 1889 in Genf; † 1. Mai 1954 ebenda) war ein Schweizer Pianist.

## Leben und Wirken
Johnny Aubert wurde am 11. November 1889 in Genf als John Adolphe Aubert in einer Musikerfamilie geboren.
Er studierte am Conservatoire de musique de Genève bei Oscar Schulz und Marie Panthès und schloss 1909 das Studium ab mit Auszeichnung für die «hervorragende Leistung» sowie mit einem Liszt-Preis ab. In den darauf folgenden Jahren gewann er in Paris einen von der Zeitschrift Musica veranstalteten internationalen Klavierwettbewerb und bekam als Prämie dafür einen Flügel «Gaveau House».

### Konzerttätigkeit
Nach dem Studium konzertierte er viel in der Schweiz und im Ausland. 1921 wurde er als Solist für das Orchestre de la Suisse romande engagiert, mit dem er Klavierkonzerte von Ludwig van Beethoven, Franz Liszt und Béla Bartók spielte. Mit dem Orchestre Lamoureux spielte er das 5. Klavierkonzert von Beethoven. Mit dem Geiger Francis MacMillen machte er eine Konzerttournee durch Europa und die Vereinigten Staaten. In seinen letzten Jahren verringerte sich sein Hörvermögen. Trotzdem spielte er viele weitere Konzerte und Klavierabende. Gehindert durch die Lähmung des Armes spielte er am 31. Januar 1954 ein letztes Mal vor der Öffentlichkeit.

### Pädagogische Tätigkeit
Seit 1912 war er Professor am Conservatoire de musique in Genf, wo er vierzig Jahre lang unterrichtete. Unter seinen Schülern war der Komponist und Cembalist Andrei Wolkonski.

### Privatleben
1926 heiratete er die Schweizer Cellistin und Schauspielerin Germaine Tournier (1905–1998). Das Paar kaufte sich den Familiensitz Tournier in Vandœuvres und zog dahin. Nach Johnny Auberts Tod, im Jahre 1996, gründete Germaine Tournier die Stiftung «Johnny-Aubert-Tournier» für die Förderung von Musikern und Theaterkünstlern.